# Kjetil Osvold
Kjetil Osvold (ur. 5 czerwca 1961 w Ålesundzie) – norweski piłkarz występujący na pozycji pomocnika. 

## Kariera klubowa
Osvold karierę rozpoczynał w 1981 roku w pierwszoligowym zespole IK Start. W sezonach 1983 oraz 1984 zajął z nim 3. miejsce w lidze. W 1985 roku odszedł do Lillestrøm SK. W sezonie 1985 wywalczył z nim wicemistrzostwo Norwegii oraz Puchar Norwegii, a w sezonie 1986 zdobył mistrzostwo Norwegii.
Pod koniec 1986 roku Osvold został graczem angielskiego Nottingham Forest. W Division One zadebiutował 25 kwietnia 1987 w przegranym 1:2 spotkaniu z Wimbledonem. W sezonie 1987/1988 przebywał na wypożyczeniu w Leicester City z Division Two. Potem wrócił do Nottingham, gdzie występował do końca sezonu 1987/1988.
Następnie występował w szwedzkim Djurgårdens IF, z którym w sezonie 1988 zajął 3. miejsce w Allsvenskan. Grał też w greckim PAOK-u, a także Lillestrøm SK i Skeid Fotball. W 1993 roku zakończył karierę.

## Kariera reprezentacyjna
W reprezentacji Norwegii Osvold zadebiutował 17 grudnia 1984 wygranym 1:0 towarzyskim meczu z Egiptem. 30 kwietnia 1986 w wygranym 1:0 towarzyskim pojedynku z Argentyną strzelił pierwszego gola w kadrze. W latach 1984–1989 w drużynie narodowej rozegrał 32 spotkania i zdobył 3 bramki.